# Ficarolo
Ficarolo är en ort och kommun i provinsen Rovigo i regionen Veneto i Italien. Kommunen hade 2 356 invånare (2018).